# Kvalifikace na Mistrovství světa ve fotbale 1974
V kvalifikaci na Mistrovství světa ve fotbale 1974 se národní týmy ze šesti fotbalových konfederací ucházely o 14 postupových míst na závěrečný turnaj. Pořadatelské Západní Německo spolu s obhájcem titulu - Brazílií měli účast na závěrečném turnaji jistou. Kvalifikace se účastnilo 99 zemí.
| Region                                        | Počet místenek na finálovém turnaji pro tento region | Počet účastníků kvalifikace v tomto regionu |
| --------------------------------------------- | ---------------------------------------------------- | ------------------------------------------- |
| Afrika (CAF)                                  | 1                                                    | 24                                          |
| Asie (AFC) a Oceánie (OFC)                    | 1                                                    | 18                                          |
| Evropa (UEFA)                                 | 9,5 (včetně pořadatelského Západního Německa)        | 32                                          |
| Jižní Amerika (CONMEBOL)                      | 3,5 (včetně Brazílie)                                | 9                                           |
| Severní, Střední Amerika a Karibik (CONCACAF) | 1                                                    | 14                                          |

* Poloviny míst znamenají místa v mezikontinentální baráži.

## Kvalifikační skupiny
Celkem 90 týmů sehrálo alespoň jeden kvalifikační zápas. Celkem jich bylo sehráno 226 a padlo v nich 620 branek (tj. 2,74 na zápas).

### Afrika (CAF)
(24 týmů bojujících o 1 místenku)
V africké kvalifikaci čekaly na 24 účastníků čtyři kvalifikační fáze. V prvních třech fázích se hrálo vyřazovacím systémem doma a venku. Tři týmy postupující do čtvrté fáze utvořily jednu skupinu, ve které se utkaly systémem dvoukolově každý s každým doma a venku. Vítěz skupiny postoupil na MS.

### Asie (AFC) a Oceánie (OFC)
(18 týmů bojujících o 1 místenku)
Tři týmy se na poslední chvíli odhlásily, do asijské kvalifikace tudíž vstoupilo 15 týmů. Ty byly rozděleny do dvou zón po 8 resp. 7 týmech. Ve své zóně byly nejprve rozlosovány do dvou skupin po čtyřech, resp. třech týmech. V nich se hrálo jednokolově na centralizovaném místě stejné jako semifinále a finále zóny. Do semifinále zóny postoupily první dva týmy z každé skupiny. Vítězové obou zón se následně utkali systémem doma a venku o postup na MS.

### Evropa (UEFA)
(32 týmů bojujících o 8 nebo 9 místenek - mezikontinentální baráž proti týmu ze zóny CONMEBOL rozhodla o držiteli poslední místenky)
Všech 32 týmů bylo rozlosováno do devíti skupin po čtyřech, resp. třech týmech. Ve skupinách se utkal každý s každým dvoukolově doma a venku. Vítězové skupin 1 až 8 postoupili přímo na MS, zatímco vítěz skupiny 9 postoupil do mezikontinentální baráže proti celku ze zóny CONMEBOL.

### Jižní Amerika (CONMEBOL)
(9 týmů bojujících o 2 nebo 3 místenky - mezikontinentální baráž proti celku ze zóny UEFA rozhodla o držiteli třetí místenky)
Devítka účastníků byla rozlosována do 3 skupin po 3 týmech. Ve skupinách se utkal každý s každým dvoukolově doma a venku. Vítězové skupin 1 a 2 postoupili přímo na MS, zatímco vítěz skupiny 3 postoupil do mezikontinentální baráže proti celku ze zóny UEFA.

### Severní, Střední Amerika a Karibik (CONCACAF)
(14 týmů bojujících o 1 místenku)
Kvalifikace zóny CONCACAF se hrála v rámci Mistrovství Severní, Střední Ameriky a Karibiku 1973. V první fázi kvalifikace zóny CONCACAF bylo 14 týmů rozlosováno do 6 skupin po třech, resp. dvou týmech. Ve skupinách se utkal každý s každým doma a venku. Vítězové skupin následně utvořili jednu šestičlennou skupinu, ve které se utkali každý s každým jednokolově na centralizovaném místě. Vítěz této skupiny postoupil na MS.

## Mezikontinentální baráž
Tým ze zóny UEFA ( Sovětský svaz) se utkal s týmem ze zóny CONMEBOL ( Chile).
| Datum                                 | Domácí        | Výsledek      | Hosté         |
| ------------------------------------- | ------------- | ------------- | ------------- |
| 26. září 1973, Moskva                 | Sovětský svaz | 0 – 0         | Chile         |
| 21. listopadu 1973, Santiago de Chile | Chile         | 2 – 0 (kont.) | Sovětský svaz |

Druhý zápas byl zkontumován ve prospěch Chile, protože Sovětský svaz odmítl přicestovat do politicky nestabilního Chile, ve kterém nedávno proběhl převrat. Na stejném stadionu, na kterém se měl hrát tento zápas, byli totiž popravováni odpůrci nového režimu. FIFA tento zápas zkontumovala a Chile tudíž postoupilo na Mistrovství světa ve fotbale 1974.